# Shaking the Habitual
Shaking the Habitual è un album discografico del gruppo musicale svedese The Knife, pubblicato nell'aprile 2013.
| Recensione       | Giudizio |
| ---------------- | -------- |
| AllMusic         | [ 2 ]    |
| The Guardian     | [ 3 ]    |
| The Independent  | [ 4 ]    |
| NME              | 7/10     |
| Pitchfork        | 8.4/10   |
| Spin             | [ 7 ]    |
| Resident Advisor | [ 1 ]    |
| Rolling Stone    | [ 8 ]    |

## Descrizione
L'album è stato annunciato il 12 dicembre 2012 attraverso un traiser trailer pubblicato su YouTube.
La tracklist ufficiale, invece, è stata resa nota il 25 gennaio 2013.
L'album è stato registrato nell'arco di circa 2 anni (indicativamente dal 2010 al 2012) in due diverse città: Stoccolma e Berlino. Esso è stato diffuso in tre versioni: doppio CD, triplo LP ed in formato digitale.
Il primo singolo diffuso è stato Full of Fire, distribuito il 28 gennaio 2013. Il videoclip di questo brano consiste in un vero e proprio cortometraggio diretto da Marit Östberg. Il secondo singolo pubblicato è stato invece A Tooth for an Eye (11 marzo 2013), accompagnato da un video diretto da Roxy Farhat e Kakan Hermansson.
Per quanto riguarda le vendite, l'album ha raggiunto la posizione #31 della Official Albums Chart e la #52 della Billboard 200. Inoltre l'album è entrato nella "Top 40" in Svezia (#8), Norvegia (#22), Scozia (#30), Finlandia (#26), Danimarca (#13), Belgio-Fiandre (#16) e Irlanda (#30).

## Tracce
Testi e musiche dei The Knife, eccetto dove è indicato.
Disco 1
1. A Tooth for an Eye – 6:04
2. Full of Fire – 9:17
3. A Cherry on Top – 8:43
4. Without You My Life Would Be Boring – 5:14
5. Wrap Your Arms Around Me – 4:36
6. Crake – 0:55
7. Old Dreams Waiting to Be Realized – 19:02

Disco 2
1. Raging Lung – 9:58
2. Networking – 6:42
3. Oryx – 0:37
4. Stay Out Here – 10:42 (testo: Emily Roysdon – musica: Shannon Funchess, Emily Roysdon, The Knife)
5. Fracking Fluid Injection – 9:54
6. Ready to Lose – 4:36

Bonus track nella versione Rough Trade Records
1. A Tooth for an Eye (Cooly G Remix) – 4:21
2. A Tooth for an Eye (Pursuit Grooves Remix) – 5:02
3. Full of Fire (video)
4. A Tooth for an Eye (video)

## Formazione
- The Knife - ingegneria, produzione, performer, missaggio
- Johannes Berglund - missaggio
- D.E.F. - management
- Martin Falck - artwork
- Shannon Funchess - voce (in Stay Out Here)
- Mikael Häggström - maracas (in Wrap Your Arms Around Me)
- Mandy Parnell - masterizzazione
- Liv Strömquist - design
- Studio SM - artwork